# سوکا

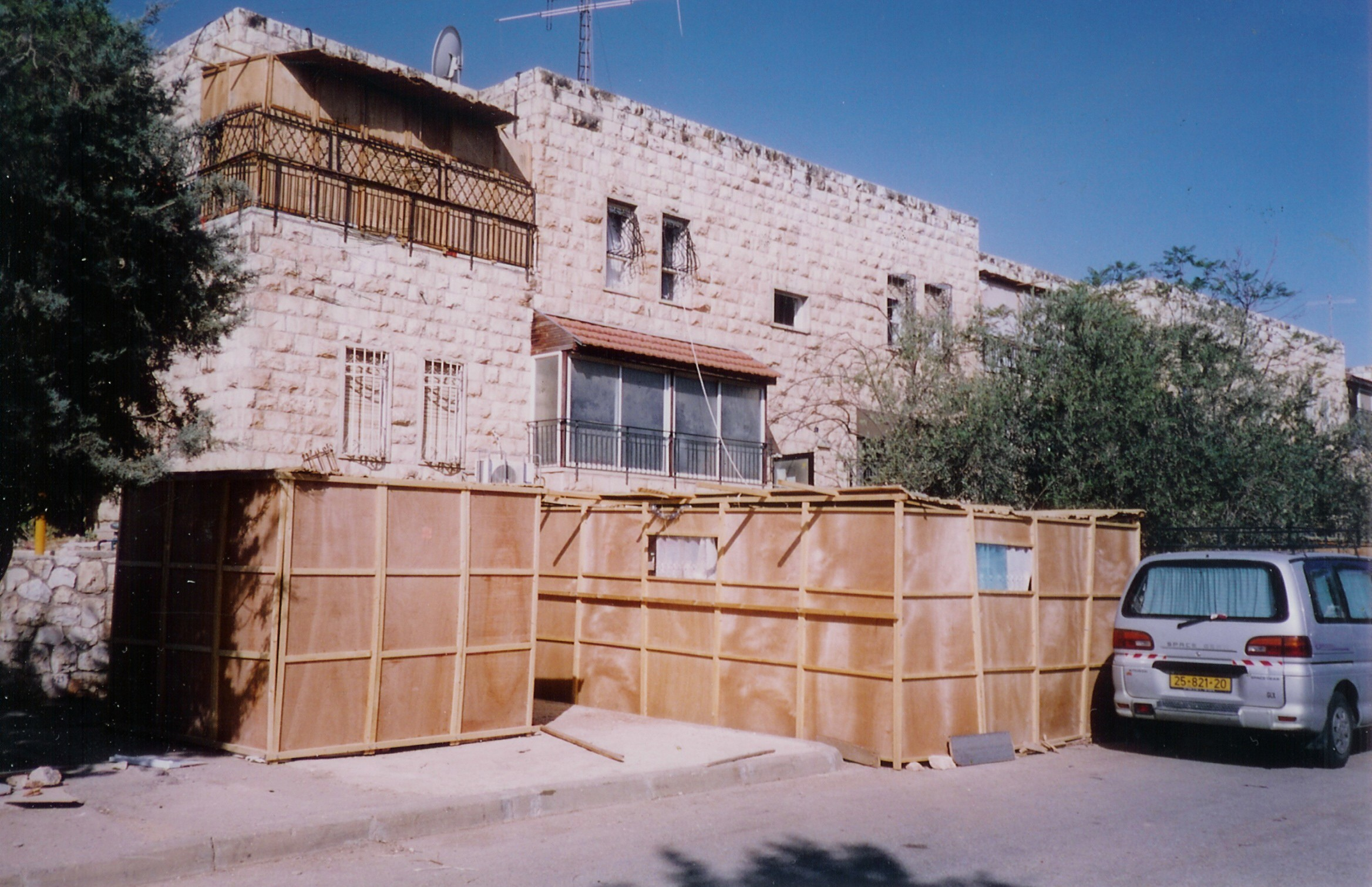
سوکاهایی در شهر اورشلیم.

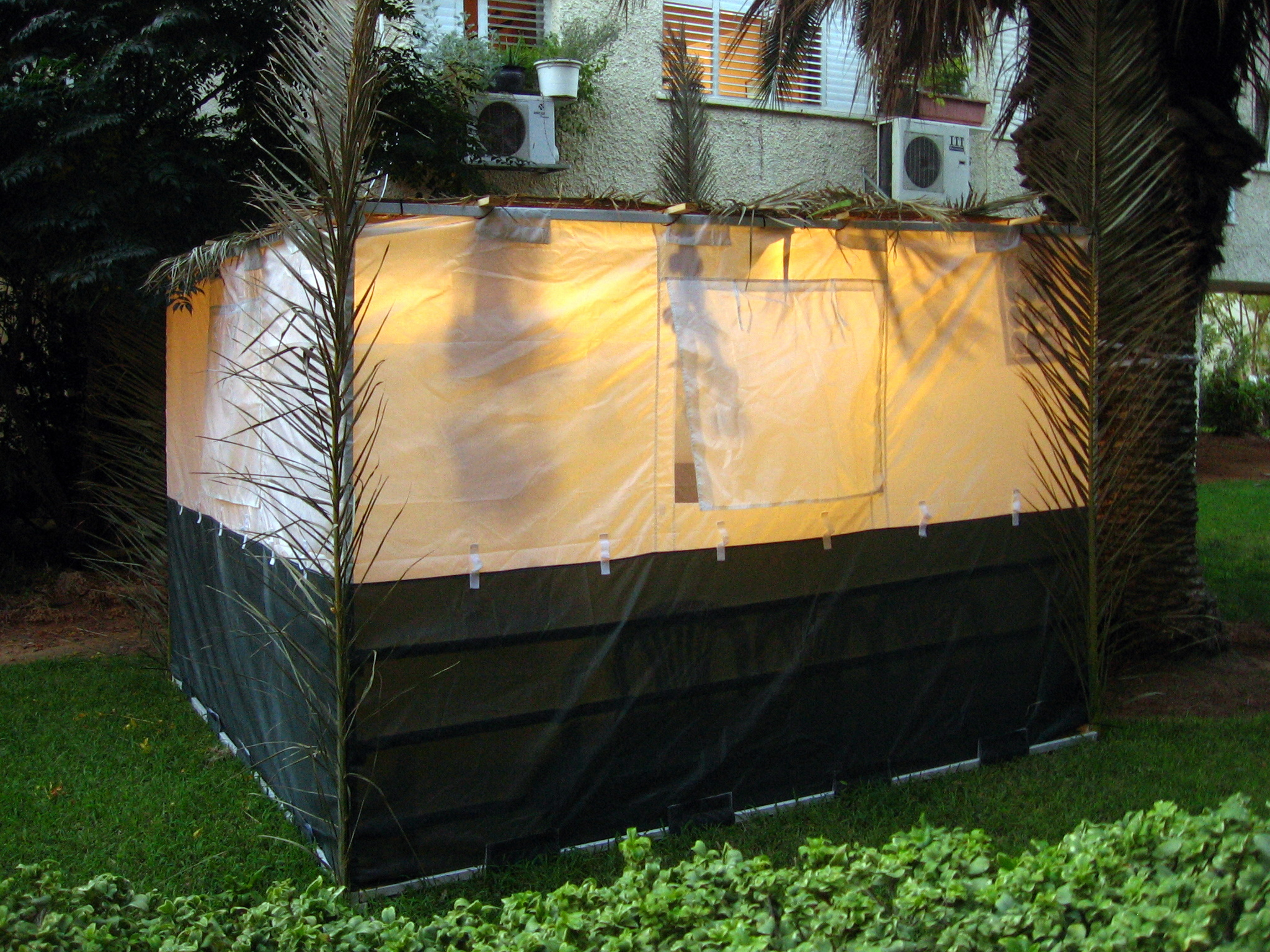
یک سوکا در شهر هرتزلیا.

سوکا (به عبری: סוכה) کلبه موقت دارای سایبانی است که با آغاز عید سوکوت، یهودیان در کنار خانه یا بالکن آپارتمان خود برپا می‌کنند و سقف آن را با شاخه‌های بزرگ نخل یا درختان دیگر می‌پوشانند. بر طبق فرامین مذهبی، دیوارهای سایبان می‌بایست از پارچه، برزنت یا چوب ساخته شود.
یهودیان باورمند، در هفت روز عید سوکوت غذای روزانه خود را در سوکا صرف می‌کنند و مردان شب را به تنهایی در داخل آن به روز می‌رسانند. در ایام عید سوکوت، یهودیان به دید و بازدید از یکدیگر می‌روند و در سوکا از یکدیگر پذیرائی می‌کنند.

## ساختمان سوکا

### دیوار
بر اساس تعالیم هلاخا، سایبان حداقل باید ۲ دیوار داشته باشد. باید حداقل سه متر ارتفاع داشته باشد و طوری ساخته شود که بخشی از سقف آن به آسمان باز باشد. قابل ذکر است که فقط بخشی از سقف که در زیر آسمان باز است، پاک و کوشر خواهد بود.
در عمل، دیوارهای سایبان می‌تواند از هر چیزی اعم از چوب، بوم، برزنت و حتی آلومینیوم ساخته شود. دیواره‌ها نیز ممکن است بخشی از خانه یا متصل به نرده باشند.

### سقف
پوشش سقف، باید از چیزی درست شده باشد که از زمین روئیده باشد، اما در حال حاضر از زمین جدا شده باشد. نخل خرما، چوب خیزران، شاخه‌های صنوبر، چوب و امثال آن، همه می‌توانند مورد استفاده قرار گیرند.

### تزئینات داخلی
برخی یهودیان، داخل سایبان را با تصاویر و نوارهای رنگارنگ و نقاشی تزئین می‌کنند. اما پیروان جنبش خُبد داخل سوکا را تزئین نمی‌کنند، زیرا بر این باور هستند که سایبان، خود مظهر و نماد زیبایی است.
هم‌چنین برخی از خانواده‌ها دیوارهای داخلی سوکا را با لفافی سفید رنگ نقاشی می‌کنند که نماد سرگردانی ملت یهود در طول محاصره در صحرای سینا بوده است.